# Monika Lazar

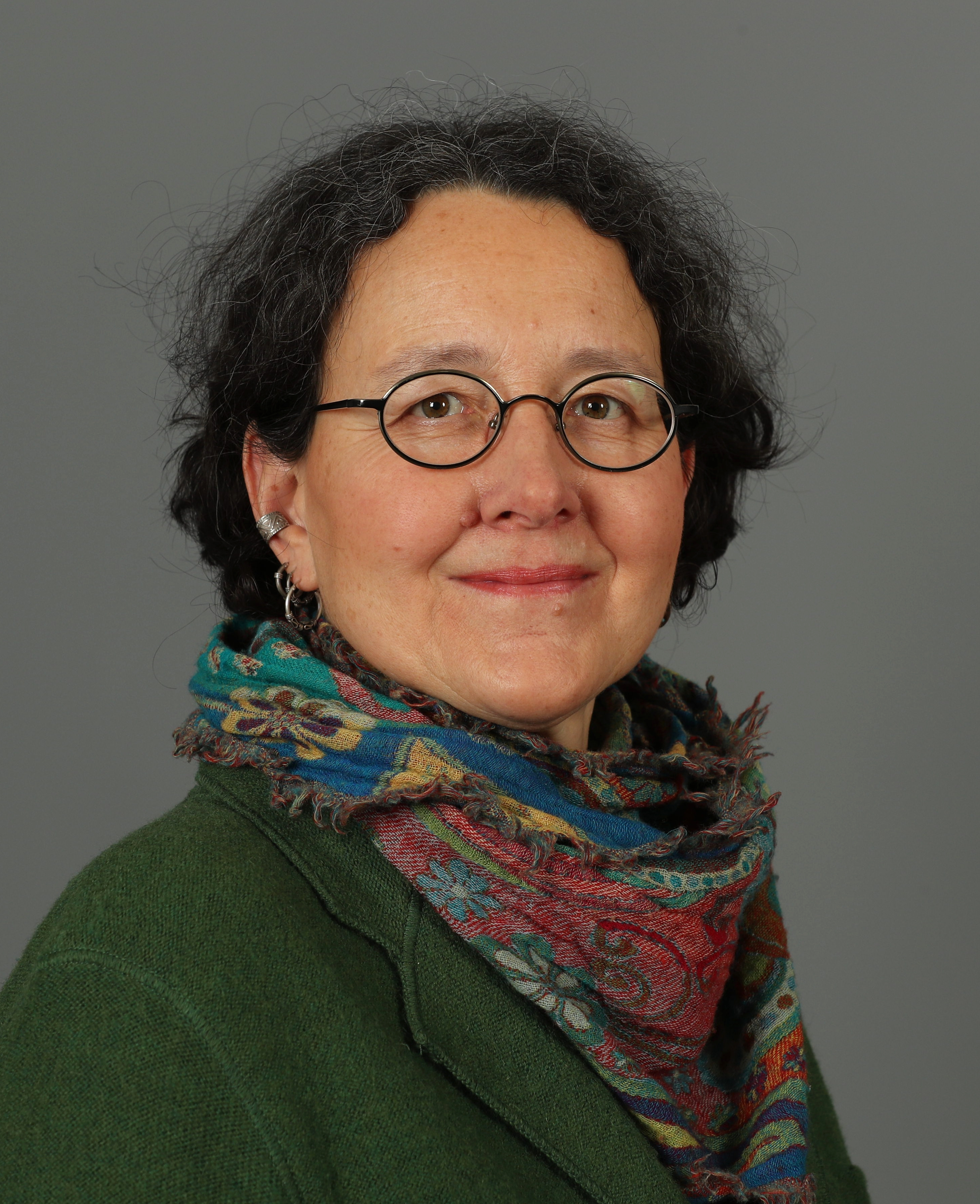
Monika Lazar (2020)

Monika Lazar (* 13. September 1967 in Leipzig) ist eine deutsche Politikerin (Bündnis 90/Die Grünen) und Betriebswirtin. Sie war von 2004 bis 2021 Mitglied des Deutschen Bundestages.

## Leben und Beruf
Nach dem Abitur, 1986 an der Rudolf-Hildebrand-Schule Markkleeberg, studierte Monika Lazar bis 1990 an der Handelshochschule Leipzig Ökonomie des Binnenhandels. Anschließend war sie in der elterlichen Bäckerei tätig und absolvierte von 1991 bis 1993 auch eine Ausbildung zur Bäckerin. 1996 begann sie ein Aufbaustudium der Betriebswirtschaft, das sie 1998 als Betriebswirtin beendete. Danach war sie bis 2004 Mitarbeiterin beim ZeitPunkt – Kulturmagazin in Leipzig.
Seit September 2024 arbeitet Lazar in einer inhabergeführten Bäckerei in Leipzig als Verkäuferin.

## Politik
Seit 1990 ist Monika Lazar bei den Grünen aktiv, wurde aber erst 1993 Mitglied. Sie war zwischen 1994 und 1999 Mitglied im Stadtrat von Markkleeberg und gehörte von 1997 bis 1998 dem Landesvorstand der Grünen in Sachsen an. Im Februar 2020 rückte sie für Gesine Märtens in den Leipziger Stadtrat nach.

## Abgeordnete
Am 21. Dezember 2004 rückte sie für die ausgeschiedene Bundestagsabgeordnete Antje Hermenau nach und war seitdem Mitglied des Deutschen Bundestages. Hier war sie seit 2005 Sprecherin der Bundestagsfraktion Bündnis 90/Die Grünen für Strategien gegen Rechtsextremismus. Sie war auch Sprecherin für Sportpolitik in ihrer Fraktion.
Im 18. Deutschen Bundestag war Lazar neben ihrer bisherigen Sprecherfunktion Obfrau ihrer Fraktion im Sportausschuss und gehörte als ordentliches Mitglied dem Kuratorium der Bundeszentrale für politische Bildung an.
Im 19. Deutschen Bundestag war sie Obfrau ihrer Fraktion im Sportausschuss. Zudem war sie stellvertretendes Mitglied im Petitionsausschuss, im  Ausschuss für Inneres und Heimat, sowie im Ausschuss für Familie, Senioren, Frauen und Jugend. Sie war ordentliches Mitglied im Kuratorium der Bundeszentrale für Politische Bildung und Mitglied im Beirat des Bündnisses für Demokratie und Toleranz.
Monika Lazar ist stets über die Landesliste Sachsen in den Bundestag eingezogen. Ihr Wahlkreis war Leipzig II.
Am 14. November 2019 votierte sie als einziges Mitglied ihrer Fraktion für eine gesetzliche Masern-Impfpflicht.
Im Juli 2020 gab sie bekannt, zur Bundestagswahl 2021 nicht mehr kandidieren zu wollen.

## Mitgliedschaften
Sie war Mitglied des Beirats des Bündnis für Demokratie und Toleranz und ist Mitglied im Verein Roter Stern Leipzig.
Lazar war 2022 bis 2023 Mitglied der Jury für den Standortwettbewerb für das Zukunftszentrum für Deutsche Einheit und Europäische Transformation.

## Auszeichnungen
2024 wurde Lazar mit dem Bundesverdienstkreuz am Bande ausgezeichnet.

## Privates
Lazar lebt in Leipzig.